# Leveleditor

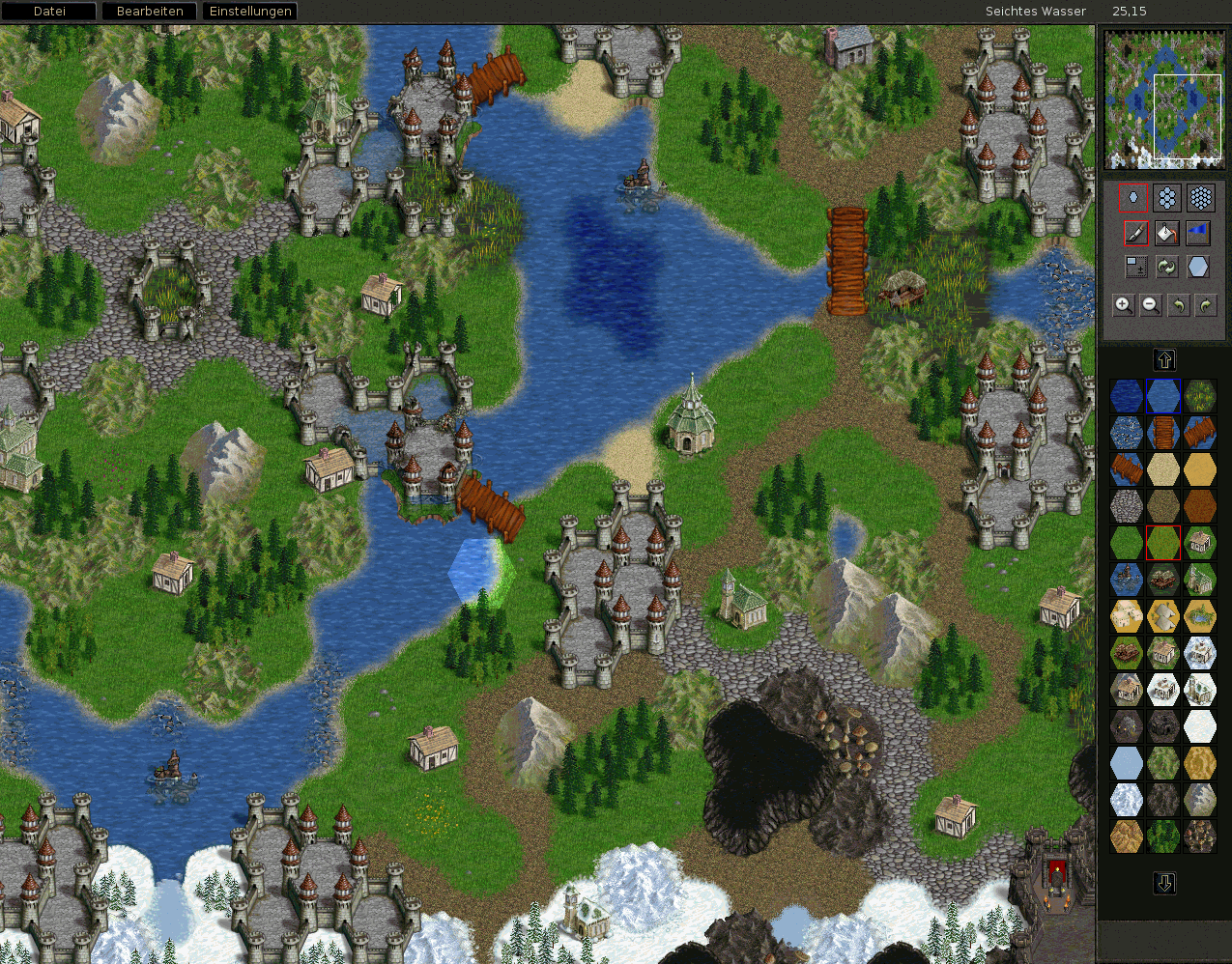
Leveleditor voor The Battle for Wesnoth.

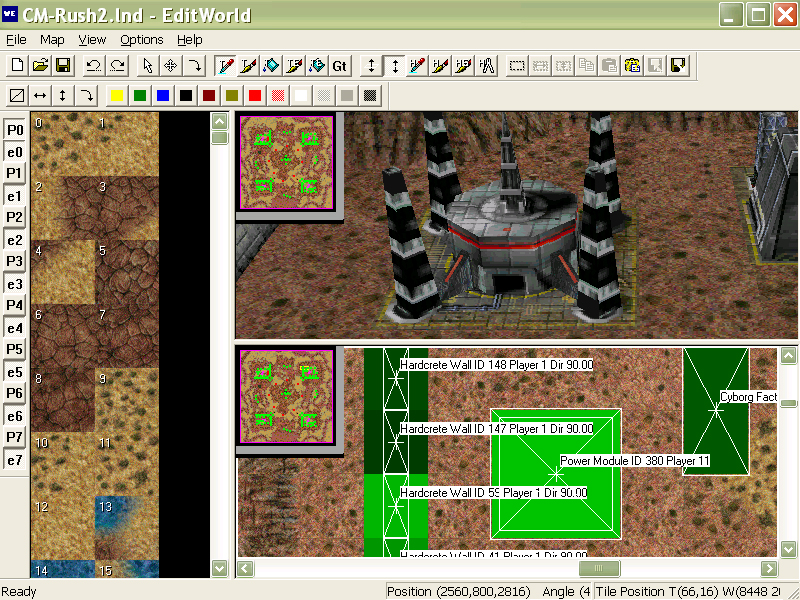
EditWorld, de leveleditor voor Warzone 2100.

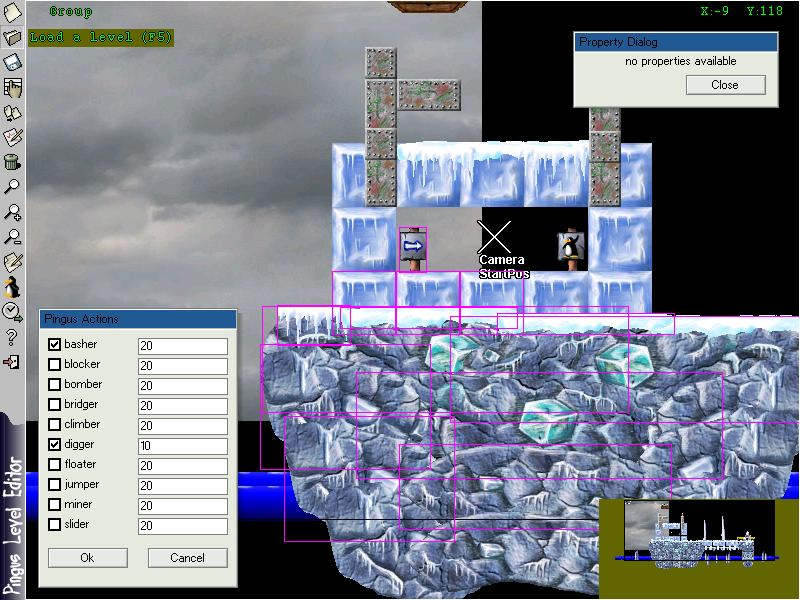
De leveleditor voor Pingus.

Een leveleditor (soms bekend als map, campaign of scenario-editor) is een computerprogramma waarmee levels gemaakt kunnen worden voor een computerspel. Dit proces wordt ook level design genoemd. Soms wordt dit programma meegeleverd door de ontwikkelaar van het computerspel en in andere gevallen wordt het programma ontwikkeld door fans van het spel.
In sommige gevallen is de leveleditor onderdeel van het computerspel maar meestal wordt de leveleditor als los programma meegeleverd (dit is zeker het geval als de leveleditor na het uitbrengen van het spel door fans gemaakt wordt).
Een leveleditor wordt vaak gebruikt om levels te maken voor een bepaalde game engine. Het ontwikkelen van een leveleditor kost veel tijd en het is efficiënter om met een engine en bijbehorende programma's meerdere computerspellen op de markt te brengen dan bij elk spel een nieuwe engine en leveleditor te ontwikkelen.
Iemand die een level maakt wordt een level designer of mapper genoemd. Het gebruik van de termen kan verschillen; de eerste term wordt soms gebruikt voor mensen die hun beroep hebben gemaakt van het ontwikkelen van levels terwijl de tweede term dan gebruikt wordt voor eenieder die een level ontwikkelt.

## Functie
Een leveleditor maakt het mogelijk om een level vorm te geven en het vervolgens op te slaan in een bestand. In dit bestand staan doorgaans verwijzingen naar andere gebruikte bestanden, zoals texturen, sprites en scripts, die het spel zal moeten laden om het level te kunnen presenteren (het weergeven van het level maar bijvoorbeeld ook het afspelen van geluiden en het uitvoeren van scripts hoort hierbij).

## Voorbeelden van leveleditors
Enkele voorbeelden van leveleditors zijn:
- GtkRadiant, voor de Quake serie, Half-Life en vele andere
- JCS, voor Jazz Jackrabbit 2
- Mission EDitor, voor Delta Force: Black Hawk Down en Delta Force Xtreme
- Quake Army Knife, voor de Quake serie, Source engine en vele andere
- Sandbox, voor Far Cry en Crysis
- SimPE, leveleditor (en ook voor andere zaken) voor De Sims 2
- StarEdit, voor StarCraft
- Star Wars Battlefront BFBuilder, voor Star Wars Battlefront
- Tomb Raider Level Editor
- UnrealEd, voor spellen die gebruikmaken van de Unreal Engine van Epic Games
- Valve Hammer Editor voor Half-Life 2 (en gerelateerde Source engine spellen)
- Warcraft III World Editor, voor Warcraft III
- G.E.C.K, voor Fallout 3

Vroeger werd bij sommige spellen een Construction set of Construction kit geleverd. Dit was in vele opzichten vergelijkbaar met een leveleditor. Bij sommige spellen konden daarmee nieuwe levels gemaakt worden terwijl met andere (zoals de Shoot'Em-Up Construction Kit) een spel gemaakt kon worden. Voorbeelden van deze construction sets zijn:
- Pinball Construction Set
- Adventure Construction Set
- Shoot'Em-Up Construction Kit
- Racing Destruction Set